# Frente única
A frente única é uma forma de luta ou organização política que pode ser realizada por revolucionários ou regimes políticos comunistas. A teoria básica da tática da frente única foi desenvolvido pela primeira vez pelo Comintern, uma organização internacional comunista também conhecida como III Internacional, na esteira da Revolução Bolchevique de 1917.
De acordo com a tese Sobre as Táticas do Cominter do 4.º Congresso Mundial da Internacional Comunista: "A tática da frente única é simplesmente uma iniciativa em que os comunistas propõem juntar-se a todos os trabalhadores pertencentes a outros partidos e grupos e a todos os trabalhadores não alinhados em uma luta comum para defender os interesses fundamentais e imediatos da classe trabalhadora contra a burguesia ".
A frente única permite que trabalhadores comprometidos com a superação revolucionária do capitalismo lutem ao lado de trabalhadores não revolucionários. Através dessas lutas comuns os revolucionários tentaram ganhar os outros trabalhadores para as posições socialistas.